# Jürgen Kohler
Jürgen Kohler (sinh ngày 06 tháng 10 năm 1965 tại Lambsheim) là cựu trung vệ người Đức. Ông từng là nhà vô địch World Cup 1990 cùng Đội tuyển bóng đá quốc gia Đức, UEFA Champions League năm 1997 với Borussia Dortmund sau khi đánh bại Juventus của Zinédine Zidane với tỷ số 3-1.

## Thống kê sự nghiệp

### Câu lạc bộ
| Thành tích | Thành tích        | Thành tích | Giải | Giải | Cúp          | Cúp          | Cúp liên đoàn | Cúp liên đoàn | Châu lục | Châu lục | Tổng | Tổng |
| Mùa        | Câu lạc bộ        | Giải       | Trận | Bàn  | Trận         | Bàn          | Trận          | Bàn           | Trận     | Bàn      | Trận | Bàn  |
| Đức        | Đức               | Đức        | Giải | Giải | DFB-Pokal    | DFB-Pokal    | DFB Ligapokal | DFB Ligapokal | Châu Âu  | Châu Âu  | Tổng | Tổng |
| ---------- | ----------------- | ---------- | ---- | ---- | ------------ | ------------ | ------------- | ------------- | -------- | -------- | ---- | ---- |
| 1983-84    | Waldhof Mannheim  | Bundesliga | 5    | 0    |              |              |               |               |          |          |      |      |
| 1984-85    | Waldhof Mannheim  | Bundesliga | 26   | 2    |              |              |               |               |          |          |      |      |
| 1985-86    | Waldhof Mannheim  | Bundesliga | 32   | 1    |              |              |               |               |          |          |      |      |
| 1986-87    | Waldhof Mannheim  | Bundesliga | 32   | 3    |              |              |               |               |          |          |      |      |
| 1987-88    | Köln              | Bundesliga | 30   | 3    |              |              |               |               |          |          |      |      |
| 1988-89    | Köln              | Bundesliga | 27   | 0    |              |              |               |               |          |          |      |      |
| 1989-90    | Bayern München    | Bundesliga | 26   | 2    |              |              |               |               |          |          |      |      |
| 1990-91    | Bayern München    | Bundesliga | 29   | 4    |              |              |               |               |          |          |      |      |
| Ý          | Ý                 | Ý          | Giải | Giải | Coppa Italia | Coppa Italia | Cúp liên đoàn | Cúp liên đoàn | Châu Âu  | Châu Âu  | Tổng | Tổng |
| 1991-92    | Juventus          | Serie A    | 27   | 3    |              |              |               |               |          |          |      |      |
| 1992-93    | Juventus          | Serie A    | 29   | 1    |              |              |               |               |          |          |      |      |
| 1993-94    | Juventus          | Serie A    | 27   | 3    |              |              |               |               |          |          |      |      |
| 1994-95    | Juventus          | Serie A    | 19   | 1    |              |              |               |               |          |          |      |      |
| Đức        | Đức               | Đức        | Giải | Giải | DFB-Pokal    | DFB-Pokal    | DFB Ligapokal | DFB Ligapokal | Châu Âu  | Châu Âu  | Tổng | Tổng |
| 1995-96    | Borussia Dortmund | Bundesliga | 29   | 5    |              |              |               |               |          |          |      |      |
| 1996-97    | Borussia Dortmund | Bundesliga | 30   | 2    |              |              |               |               |          |          |      |      |
| 1997-98    | Borussia Dortmund | Bundesliga | 23   | 3    |              |              |               |               |          |          |      |      |
| 1998-99    | Borussia Dortmund | Bundesliga | 29   | 2    |              |              |               |               |          |          |      |      |
| 1999-00    | Borussia Dortmund | Bundesliga | 30   | 2    |              |              |               |               |          |          |      |      |
| 2000-01    | Borussia Dortmund | Bundesliga | 28   | 0    |              |              |               |               |          |          |      |      |
| 2001-02    | Borussia Dortmund | Bundesliga | 22   | 0    |              |              |               |               |          |          |      |      |
| Quốc gia   | Đức               | Đức        | 398  | 28   |              |              |               |               |          |          |      |      |
| Quốc gia   | Ý                 | Ý          | 102  | 8    |              |              |               |               |          |          |      |      |
| Tổng       | Tổng              | Tổng       | 500  | 36   |              |              |               |               |          |          |      |      |

### Quốc tế
| Đội tuyển Đức | Đội tuyển Đức | Đội tuyển Đức |
| Năm           | Trận          | Bàn           |
| ------------- | ------------- | ------------- |
| 1986          | 2             | 0             |
| 1987          | 9             | 0             |
| 1988          | 11            | 0             |
| 1989          | 2             | 0             |
| 1990          | 10            | 0             |
| 1991          | 6             | 0             |
| 1992          | 10            | 0             |
| 1993          | 10            | 0             |
| 1994          | 13            | 0             |
| 1995          | 5             | 0             |
| 1996          | 10            | 1             |
| 1997          | 7             | 0             |
| 1998          | 10            | 1             |
| Tổng          | 105           | 2             |

### Bàn thắng quốc tế
Bàn thắng của Đức được liệt kê trước.
| #  | Ngày                | Địa điểm                                    | Đối thủ       | Tỉ số | Kết quả | Giải đấu |
| -- | ------------------- | ------------------------------------------- | ------------- | ----- | ------- | -------- |
| 1. | 4 tháng 6 năm 1996  | Carl-Benz-Stadion, Mannheim                 | Liechtenstein | 6-0   | 9-1     | Giao hữu |
| 2. | 18 tháng 2 năm 1998 | Khu liên hợp thể thao Sultan Qaboos, Muscat | Oman          | 2-0   | 2-0     | Giao hữu |

## Danh hiệu
- 1. FC Köln
  - Bundesliga:
    - Á quân: 1988-89
- FC Bayern Munich:
  - Bundesliga:
    - Vô địch: 1989-90
- Juventus:
  - Serie A:
    - Vô địch: 1994-95
    - Á quân: 1991-92, 1993-94

  - Coppa Italia:
    - Vô địch: 1994-95
    - Á quân: 1991-92

  - UEFA Cup:
    - Vô địch: 1992-93
      - Á quân: 1994-1995
- Borussia Dortmund:
  - Bundesliga:
    - Vô địch: 1995-96, 2001-02

  - UEFA Champions League:
    - Vô địch: 1996-97

  - Intercontinental Cup:
    - Vô địch: 1997

  - UEFA Super Cup:
    - Á quân: 1997

  - UEFA Cup:
    - Á quân: 2001-02
- Đức:
  - FIFA World Cup:
    - Vô địch: 1990

  - Euro:
    - Vô địch: 1996
    - Á quân: 1992